# Roseland (Florida)
Roseland es un lugar designado por el censo ubicado en el condado de Río Indio en el estado estadounidense de Florida. En el Censo de 2010 tenía una población de 1 472 habitantes y una densidad de población de 184,47 personas por km².

## Geografía
Roseland se encuentra ubicado en las coordenadas 27°50′14″N 80°29′15″O / 27.83722, -80.48750. Según la Oficina del Censo de los Estados Unidos, Roseland tiene una superficie total de 7,98 km², de la cual 4,92 km² corresponden a tierra firme y (38,36%) 3,06 km² es agua.

## Demografía
Según el censo de 2010, había 1.472 personas residiendo en Roseland. La densidad de población era de 184,47 hab./km². De los 1 472 habitantes, Roseland estaba compuesto por el 94,5% blancos, el 1,09% eran afroamericanos, el 0,54% eran amerindios, el 0,88% eran asiáticos, el 0,07% eran isleños del Pacífico, el 0,75% eran de otras razas y el 2,17% pertenecían a dos o más razas. Del total de la población, el 3,6% eran hispanos o latinos de cualquier raza.